# Maikol Josefa
Maikol Josefa (ur. 14 listopada 1998) – dominikański zapaśnik walczący w stylu klasycznym. Brązowy medalista mistrzostw panamerykańskich w 2021. Piąty na igrzyskach boliwaryjskich w 2022. Mistrz panamerykański juniorów w 2017 roku.